# 中原区 (郑州市)
中原区是河南省郑州市的一个市辖区，为中共郑州市委、郑州市人民政府和大多数市直机关单位的所在地。面积193平方公里，总人口150.89万人。区人民政府駐桐柏路200号。

## 地理
中原区位于郑州市区西部，东与金水区和二七区相接，西与荥阳市豫龙镇接壤，南和二七区马寨镇、嵩山路街道搭界；北与惠济区老鸦陈街道和古荥镇相连，总面积193平方公里。辖区西北部为郑州高新技术产业开发区，面积97.1平方公里。中原区属温带季风气候，冬夏长，春秋短，四季分明，年平均气温14.2摄氏度。辖区地貌属荥阳山间平原向东延伸的一部分，西南部为黄土丘陵区，面积占全区面积的22%，其余地区为平原，面积占全区面积的78%。地势由西南向东北倾斜，区内海拔最高149.2米，最低98米，高低差相对为51.2米。境内河流有贾鲁河、须水河和金水河，水库有常庄水库，湖泊有西流湖，为郑州市的水源地之一。

## 历史沿革
中原区始建于1948年，时称郑州市第三区。1955年10月，随着郑州城市建设的发展，管辖范围由老城区向西推移，并更名为建设区。1960年5月，更名为中原人民公社。1961年8月，区、街建制恢复，中原人民公社更名为中原区。

## 行政区划
中原区下辖14个街道办事处、1个镇、1个乡，分别为：林山寨街道、建设路街道、棉纺路街道、秦岭路街道、桐柏路街道、三官庙街道、绿东村街道、汝河路街道、航海西路街道、中原西路街道、西流湖街道、须水街道、莲湖街道、柳湖街道、石佛街道、沟赵乡、枫杨办事处、梧桐办事处和双桥办事处。其中石佛街道和沟赵乡由郑州高新技术产业开发区代管。

## 人口
根据(河南省)郑州市第七次全国人口普查公报数据显示：中原区常住人口为1508868人，男性481261人，女性481381人，年龄结构中0-14岁占比19.07%，15-59岁占比66.23%，60岁以上占比14.70%，65岁以上占比10.10%。

## 经济
2020年，中原区完成生产总值1224.51亿元，其中第一产业为0.09亿元，第二产业为484.43亿元，第三产业为739.99亿元，人均生产总值81,964元，居民人均可支配收入为42,749元。

### 工业
中原区的工业基础雄厚，自1953年起，随着一五计划的实施，中原区因地处交通枢纽，且自然条件较好，而成为新兴的工业区。作为全国156项重点建设项目之一的国营郑州棉纺织厂（郑棉一厂）选址此处，拉开了郑州西郊工业区建设的序幕。随后，全国最大的磨料磨具生产基地中国第二砂轮厂、郑棉三厂、四厂、五厂和郑州热电厂等大型国营企业也相继在区内建成。二五期间，郑棉六厂、郑州工程机械制造厂、郑州煤矿机械厂、郑州电缆厂等大型国营企业先后建成投产。同时，为加速纺织工业的发展，在各棉纺厂周围又兴建了河南省纺织机械厂、郑州印染厂、河南省第一纺织器材厂、河南省纺织设计院、郑州纺织工学院和纺织技工学校，涵盖了从科研设计、机械制造、技术骨干培养到印染色布、花布等领域，构成了完整的纺织工业体系。中原区内因此形成了一个方面600万平方米的棉纺织区，总面积比郑州旧城区还要大。1960年代，郑州市被列为全国六大纺织基地之一，全市六大纺织厂，位于辖区内的就有5个。但在1990年代以后，国有企业开始式微，各国营棉纺厂效益每况愈下，并先后被拍卖、收购或改组。
1988年起，在中原区西北部开始建设郑州高新技术产业开发区，为河南省第一个开发区。1991年被国务院批准为第一批国家级高新区，2016年成为郑洛新国家自主创新示范区核心区。高新区内设有郑州高新企业加速器、电子商务产业园、电子电器产业园、中部软件园等企业加速器和科技产业园区，孵化培育了汉威电子、光力科技、威科姆等一批掌握行业核心技术的公司。2018年，高新区全年生产总值为348.5亿元，较上年增长10.3%。
近年来，辖区内的须水规划建设了郑州纺织产业园和郑州机械制造（加工）产业园，形成了现代纺织服装、装备制造、工程机械、磨料磨具等一批优势产业集群。

### 第三产业
随着城市的发展，中原区原先的工业区已成为市中心，各大棉纺厂、白鸽集团（原第二砂轮厂）等企业已先后从老厂区迁出。原厂区被用作博物馆、房地产开发或文创产业园等用途，中原区的老工业区正逐渐向现代服务业城区转型。其中第二砂轮厂的原厂区因工业建筑史迹保留完好，将被打造为“二砂文化创意园区”，成为郑州市“四大历史文化片区”项目之一。此外，郑州国棉三厂的老厂区将被改造为郑州纺织工业遗址博物馆。
中原区的传统商业中心位于碧沙岗一带，位于此处的郑州商业大厦于1989年开始营业，曾经是河南省最大的大型国营商场，但之后因经营不善于2010年停业，并于2018年拆除，原址将建为新的商业综合体。区内其他较大的购物中心包括中原万达广场、锦艺城、西元国际广场等。位于市政府西侧的裕达国贸大厦高199.7米，在1998-2012年间曾经是郑州市最高的摩天大厦，目前为写字楼和五星级酒店，楼下亦设有一个精品购物中心。

## 文化旅游

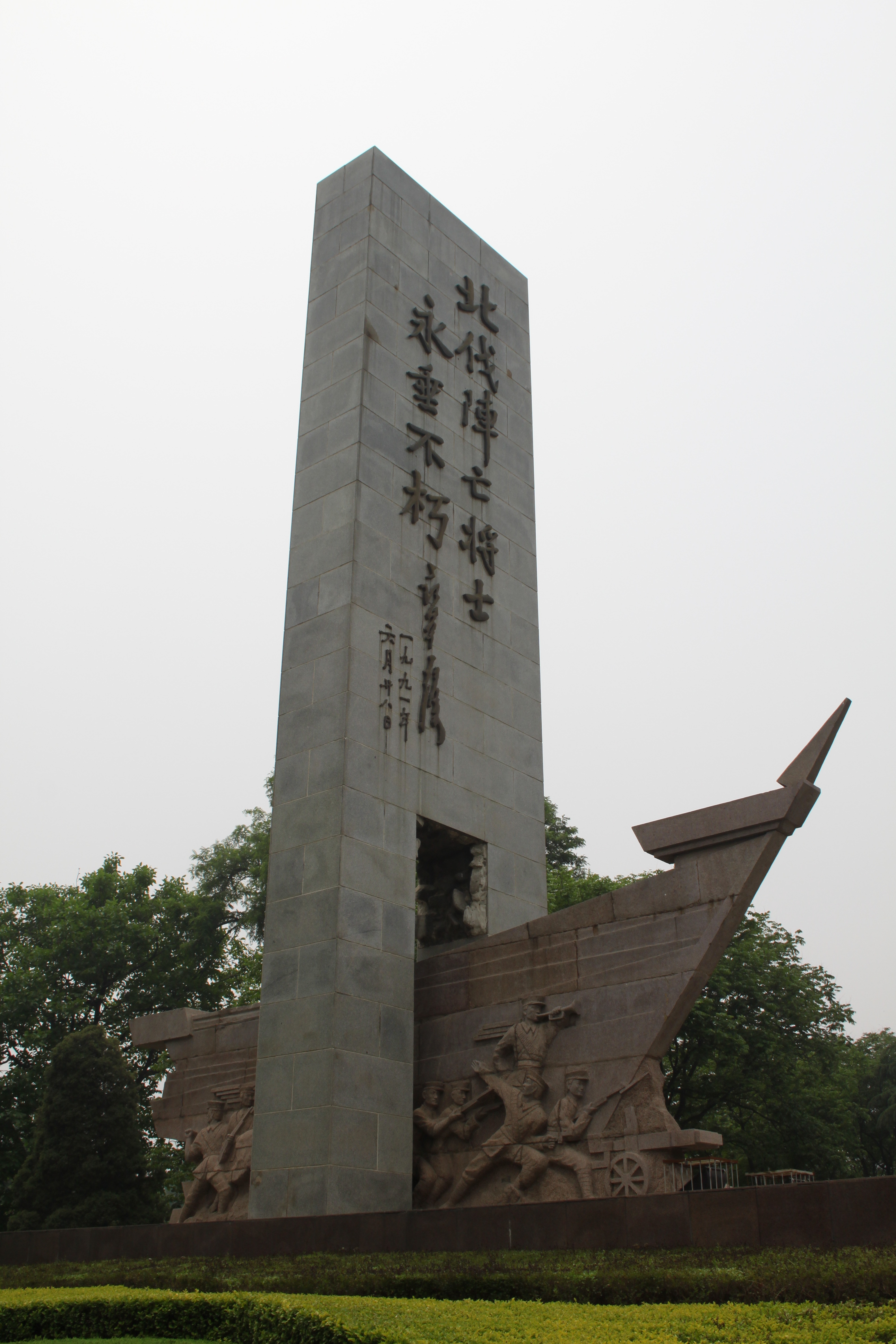
碧沙岗公园内的北伐战争纪念碑

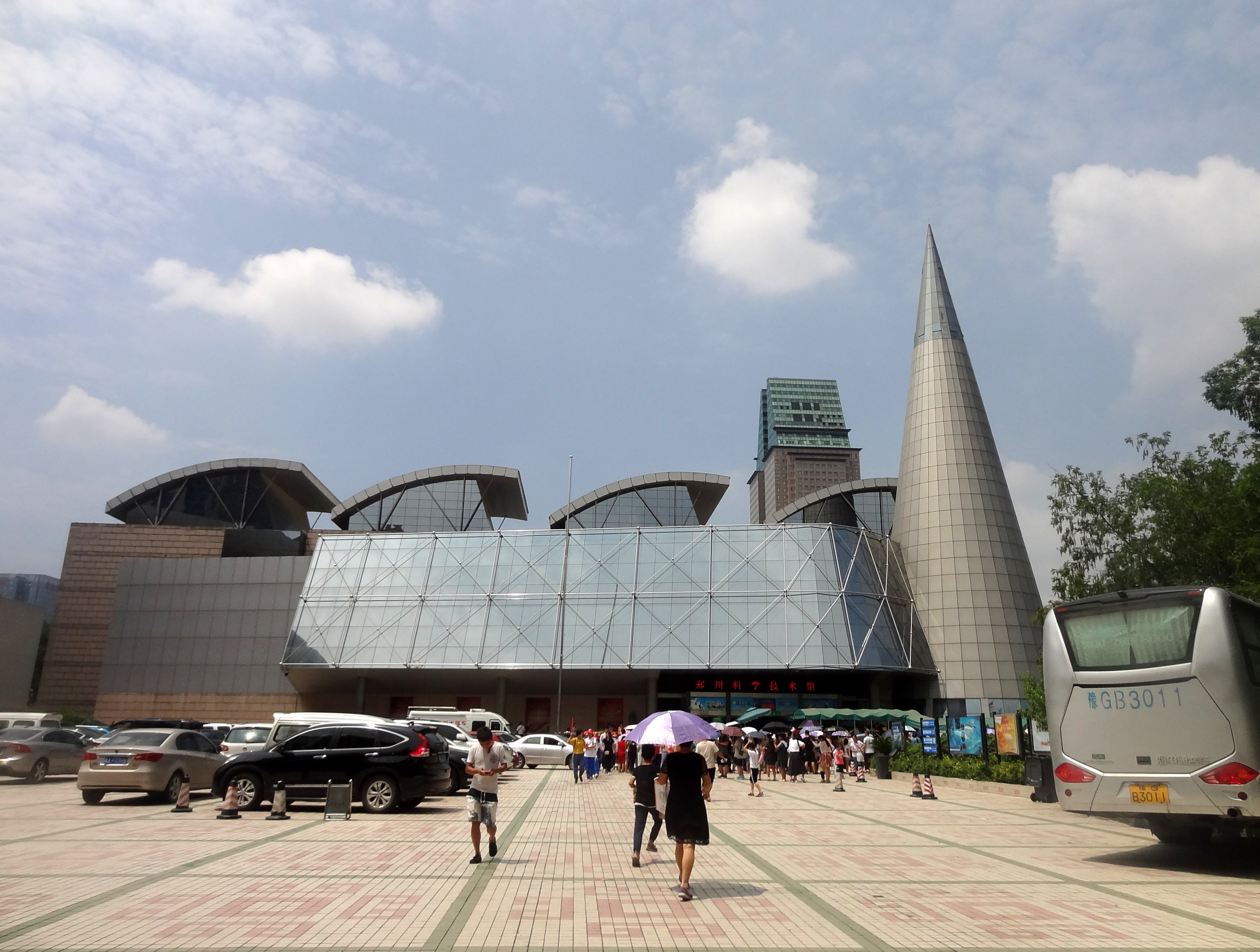
郑州科技馆

中原区主要的旅游景点包括碧沙岗公园、郑州二砂文化创意园、郑州植物园、郑州博物馆、郑州科技馆和郑州美术馆等。碧沙岗公园原为冯玉祥为纪念北伐阵亡将士而建立的陵园，1956年辟为公园。1986年，碧沙岗陵园被河南省定为省级文物保护单位。郑州植物园位于西四环，由郑州市第二苗圃改建而成，占地面积861.75亩，收集植物1500余种，数十万株。郑州第二砂轮厂旧址为全国重点文物保护单位，原厂址现为郑州二砂文化创意园，首开园区于2020年10月17日开园。郑州博物馆（嵩山路馆）和郑州科技馆均位于绿城广场西侧。郑州博物馆为国家一级博物馆，嵩山路馆展馆面积8337平方米。2021年4月30日，位于郑州市民公共文化服务区的郑州博物馆新馆（文翰街馆）开馆，新馆面积达14.7万平方米，其中展示区总面积3.6万平方米，共设置21个展厅。郑州科技馆建筑面积为8426平方米，分设16个展区，内容涵盖天地自然、声学、数学、光学、生命科学等26个门类的基础学科和应用技术学科。郑州美术馆新馆亦位于郑州市民公共文化服务区，新馆共分4层、设有7个展厅，展厅面积为7000平方米，其中最大展厅面积达1700平方米。
辖区内的文体场馆有河南省工人文化宫、郑州奥林匹克体育中心、郑州大剧院等。郑州奥林匹克体育中心于2019年完工投用，包括6万座体育场、1.6万座体育馆、3000座游泳馆以及商业设施，为中华人民共和国第十一届少数民族传统体育运动会的主会场。郑州大剧院于2020年11月投用，由歌舞剧场、音乐厅、多功能厅和戏曲排练厅四个独立的剧场及附属配套用房组成，总建筑面积12.7万平方米。

## 教育

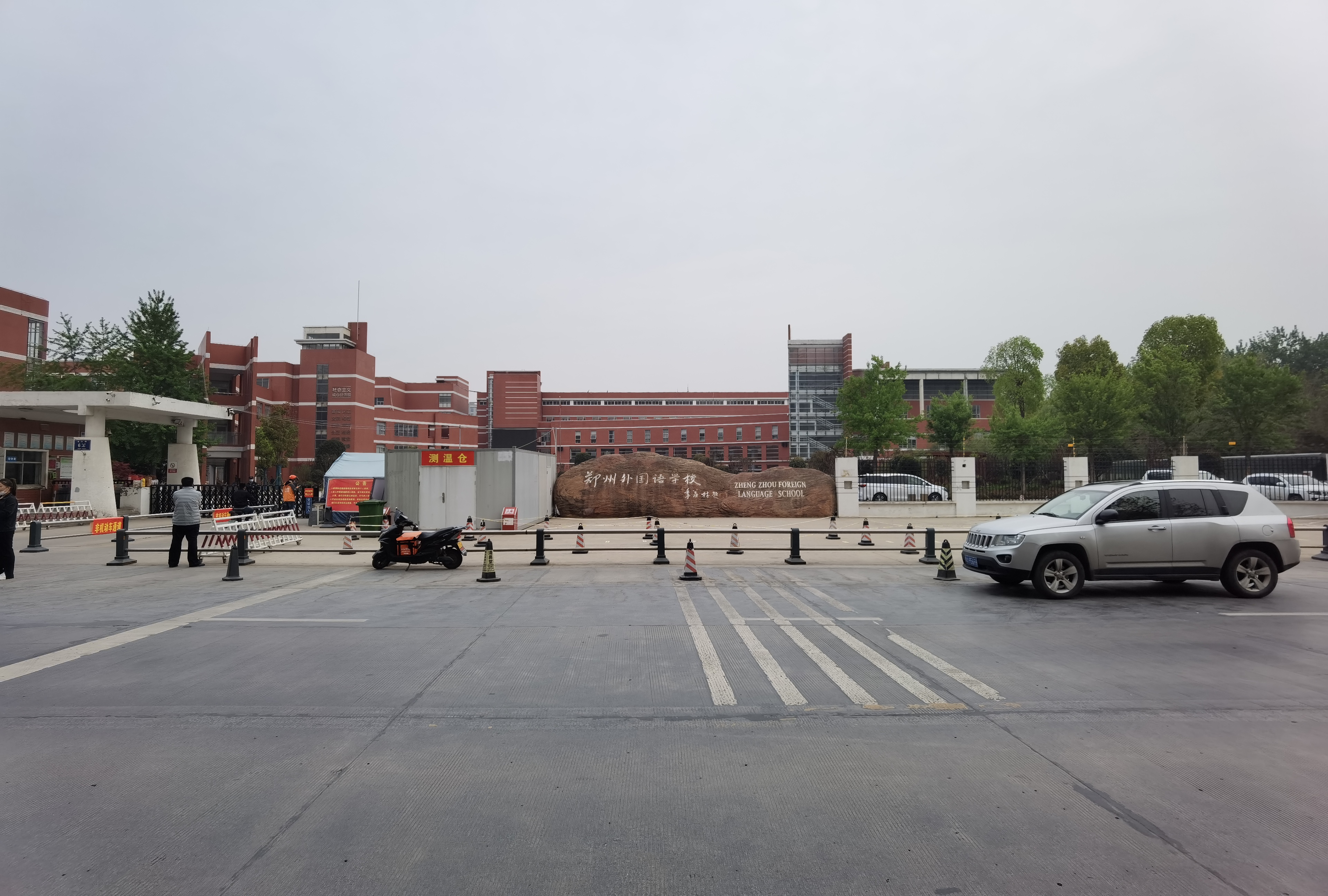
郑州外国语学校

中原区是郑州市教育实力较强的区域，郑州外国语学校、郑州市第一中学、郑州市第十九中学、郑州中学、郑州市第十六中学为河南省示范性普通高中，其中郑州外国语学校和郑州市第一中学办学质量在全市乃至全省都处于领先位置。伊河路小学和互助路小学也是郑州市知名的小学。高等教育方面，郑州高新技术产业开发区为高校较为集中的区域，郑州大学、河南工业大学、中国人民解放军网络空间部队信息工程大学、郑州轻工业大学等高校均位于此处。除高新区外，辖区内还有河南工业大学嵩山路校区、中原工学院中原校区、河南工程学院桐柏路校区等高等学府。

## 医疗
辖区内的大型医疗机构有郑州市中心医院、郑州市中医院、中国人民解放军联勤保障部队第九八八医院 (原一五三医院)等。

## 交通
陇海铁路和 徐兰高速铁路从区内经过，设有中原站、铁炉站、欢河站等铁路车站，目前均为货运车站，不办理客运。 连霍高速、 郑州绕城高速等高速公路贯穿辖区，郑州客运西站位于建设路与秦岭路交叉口，为区内主要汽车客运站。
市内交通方面，陇海快速路、农业快速路、西三环和西四环构建了市内快速路网，建设路、中原路、桐柏路、秦岭路等道路为区内主干道，郑州公交一公司位于辖区内，开辟有数十条公交线路。郑州地铁1号线、5号线、6号线、8号线、10号线和14号线均从区内经过。